# ماوزر

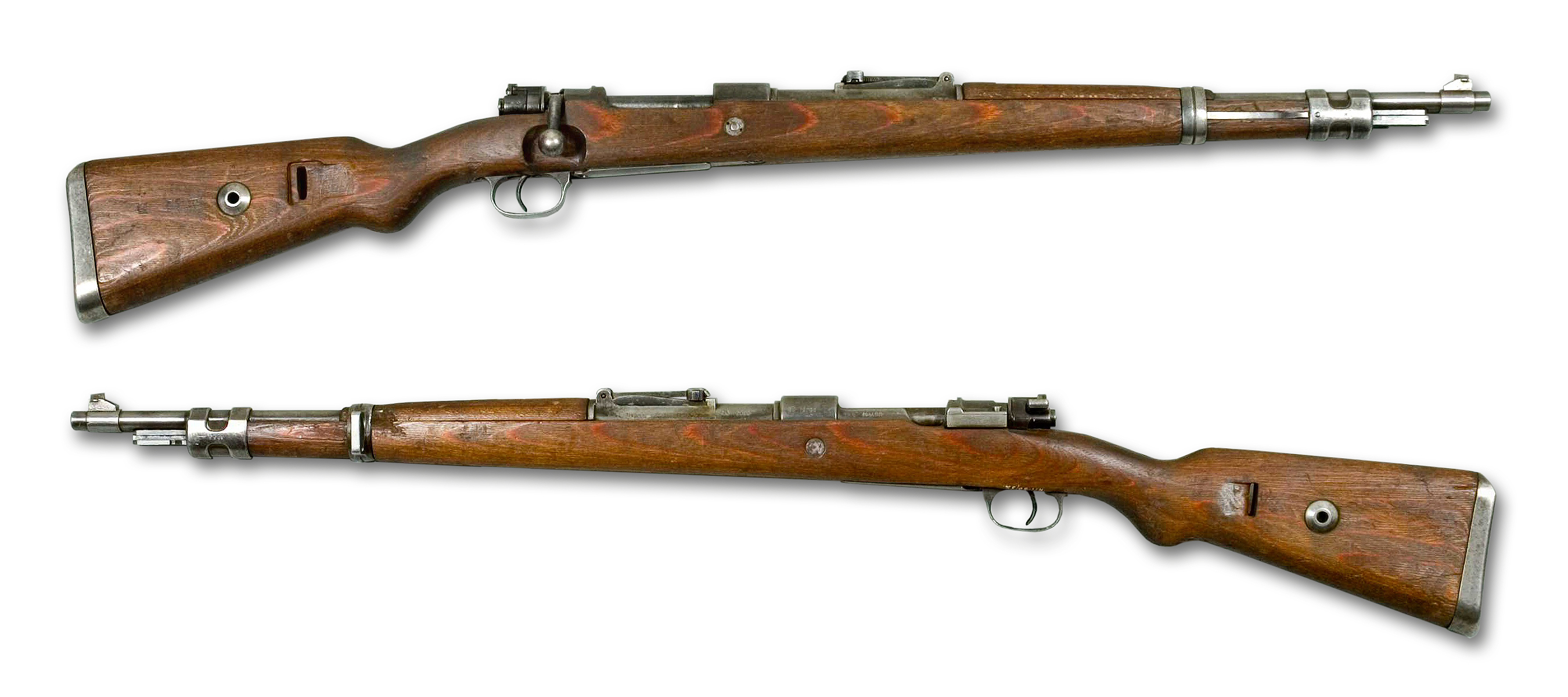
بندقية ماوزر كيرباينر 98كيه

ماوزر (بالألمانية: Mauser) شركة ألمانية لتصنيع الأسلحة من البنادق والمسدسات تأسست عام 1870 على يد باول ماوزر وفيلهم ماوزر، استخدمت صناعات الشركة في البداية لتسليح الجيش الألماني لكن لاحقا صدرت لعدد من الدول في نهاية القرن التاسع عشر. من أشهر بنادقها هي بندقية كيرباينر 98 كيه، و تُعد الشركة في نهايات القرن التاسع عشر و حتى في القرن العشرين الرائدة في صناعة السلاح في العالم، حيث انه بسبب جودة و قوة السلاح الذي تصنعه، اكتسب الجيش الإمبراطوري الألماني والفيرماخت شهرته في قوة السلاح في الحربين العالميتين.